# Consiliul național de atestare a titlurilor, diplomelor și certificatelor universitare
Il Consiliul național de atestare a titlurilor, diplomelor și certificatelor universitare (Consiglio nazionale di accreditamento dei titoli, dei diplomi e dei certificati universitari), noto con la sigla di CNATDCU, è un organismo consultivo romeno, che svolge le proprie attività di verifica come previsto dalla Legge sull'istruzione nazionale nr.1/2011.
Oltre alle funzioni di accreditamento e valutazione delle università, delle scuole dottorali e dei relativi dirigenti, l'istituzione è responsabile della verifica alle accuse di plagio delle tesi di dottorato lanciate all'indirizzo di diverse personalità pubbliche, compresi i membri del governo.
Nel corso della sua storia tale attribuzione fu spesso rivestita anche dal CNE, il Consiliul Național de Etică (Consiglio nazionale di etica), organismo sottoposto al controllo del Ministero della pubblica istruzione.

## Storia
Istituito nel 1995 (Legge 84/1995) come continuatore della Commissione superiore di diplomi (Legge 6/1969), nel 2011 il CNATDCU ottenne maggiori incarichi, in base alla nuova riforma dell'istruzione (Legge nr. 1/2011) emanata dal governo Boc II a firma dell'allora ministro Daniel Funeriu (Partito Democratico Liberale). Nello specifico il CNATDCU era responsabile del riconoscimento dei maggiori titoli di studio universitari e dottorali. In base alla legge rivestiva un ruolo decisivo nel valutare e fornire l'abilitazione di dirigente delle università e delle scuole dottorali. Il CNATDCU stabiliva i criteri di riconoscimento dei titoli universitari, della validazione delle tesi di dottorato, delle assunzioni e della gerarchizzazione delle università. In base alla legge sull'istruzione, inoltre:
a) retragerea calitatii de conducator de doctorat;

b) retragerea titlului de doctor;

c) retragerea acreditarii scolii doctorale, ceea ce implica retragerea dreptului scolii doctorale de a organiza concurs de admitere pentru selectarea de noi studenti-doctoranzi»
a) ritiro della qualifica di dirigente di dottorato

b) ritiro del titolo di dottore

c) ritiro dell'accreditamento della scuola dottorale, che implica il ritiro del diritto della scuola dottorale a organizzare bandi per l'ammissione di nuovi studenti dottorandi»
(Legge sull'istruzione nr. 1/2011, art. 170)
Nel 2012, tuttavia, le competenze del CNATDCU furono riviste. Il 18 giugno 2012 esplose uno scandalo intorno alla figura del primo ministro Victor Ponta (Partito Social Democratico - PSD) che, in base ad un articolo pubblicato sulla rivista Nature, fu sospettato di plagio per aver copiato parti della propria tesi di dottorato sostenuta nel 2003. Il 29 giugno, il CNATDCU, presieduto da Marius Andruh e incaricato di verificare la validità del titolo di studio di Ponta, accertò che parti della tesi fossero state copiate. Tramite un decreto del 28 giugno emesso dal ministro dell'istruzione ad interim Liviu Pop, tuttavia, il CNATDCU era stato privato della competenza in materia di valutazione delle tesi dottorali, che era stata trasferita al Consiglio nazionale di etica (CNE) del ministero dell'istruzione. Oltre a rivederne le competenze, Pop e il successivo ministro Ecaterina Andronescu (PSD) modificarono pesantemente la composizione dei membri in seno alle commissioni del CNE. Nel mese di luglio il CNE scagionò Ponta.
Negli anni successivi il numero di denunce di plagio delle tesi dottorali crebbe significativamente, coinvolgendo anche membri del consiglio dei ministri e inducendo il nuovo governo tecnico presieduto da Dacian Cioloș a prendere rilevanti misure. Nel dicembre del 2015 il nuovo ministro dell'istruzione Adrian Curaj, infatti, introdusse controlli più rigorosi per la valutazione delle tesi dottorali e revocò il Consiglio nazionale di etica (CNE), reputato responsabile di aver preso più volte decisioni controverse e di non aver reso chiari i propri criteri di valutazione. Secondo il progetto dello stesso ministro, tuttavia, la valutazione del plagio non sarebbe ritornata direttamente al CNATDCU, bensì agli organi interni delle singole università, lasciando al CNATDCU la funzione di organismo di appello alle decisioni dei singoli atenei.
Nel pieno del dibattito sulla riorganizzazione dell'istituzione, nel febbraio del 2016 fu nominato un nuovo direttore, Ion Aurel Pop, rettore dell'Università Babeș-Bolyai di Cluj-Napoca, già membro del CNATDCU e nel 2012 strenuo difensore di Victor Ponta. In aprile il ministro Curaj lanciò un appello pubblico per la selezione dei nuovi membri del consiglio generale e delle commissioni settoriali del CNATDCU per il quadriennio 2016-2020. Questi vennero nominati in giugno, mentre il nuovo presidente fu Viorel Barbu, studioso dell'Accademia rumena.
Nell'estate del 2016 si registrarono i primi verdetti di ritiro di titoli dottorali dalla nascita dell'istituzione. Il 30 giugno il CNATDCU si espresse per il ritiro della laurea di Victor Ponta (il cui fascicolo era stato riaperto) e il 1º agosto di quella dell'ex ministro degli interni Gabriel Oprea (Unione Nazionale per il Progresso della Romania), mentre molte altre indagini vennero avviate.
Contestualmente, nel corso del 2016, il dibattito parlamentare sull'applicazione dell'ordinanza d'urgenza nr. 4/2016 in tema di modifica della legge sull'istruzione portò camera e senato (nel quale il presidente della commissione sull'istruzione era l'ex ministro Andronescu) a provare a rafforzare il principio di autonomia delle istituzioni universitarie, con l'intenzione di privare il CNATDCU di diversi poteri, quali l'accredito della funzione di dirigente di scuola dottorale e la proposta di ritiro del titolo dottorale. In aperta critica con la scelta del parlamento, vedendo minate le prerogative dell'organismo che conduceva, l'11 ottobre il presidente del CNATDCU Viorel Barbu rassegnò le proprie dimissioni. Il presidente della repubblica Klaus Iohannis, temendo un'eccessiva riduzione del ruolo del CNATDCU, rifiutò di promulgare la legge, rimandandola in parlamento per una revisione che, però, fu respinta da entrambe le camere. La legge, tuttavia, fu bocciata dal parere della Corte costituzionale della Romania, che accolse il ricorso presentato da Iohannis e invitò il parlamento a riprendere la discussione, permettendo al CNATDCU di conservare i propri poteri, incluso quello di valutare i casi di plagio.
Dopo l'addio di Barbu, il 17 gennaio 2017 Marius Andruh fu nominato nuovo presidente del CNATDCU. Nello stesso periodo il nuovo governo socialdemocratico di Sorin Grindeanu nominò Pavel Năstase come ministro dell'istruzione. In seno al CNATDCU si registrarono, intanto, numerose dimissioni (5 dei 47 membri del consiglio generale, 18 membri di 8 diverse commissioni settoriali), ufficialmente motivate con ragioni personali o per incompatibilità di funzioni.
Nell'aprile del 2017 la camera votò, grazie alle preferenze della maggioranza guidata dal PSD, a favore dell'ordinanza 96/2016 riguardante l'esclusione del CNATDCU e del CNCS dal processo di valutazione delle scuole dottorali che, in base alla proposta, sarebbe divenuta esclusiva competenza dell'ARACIS (Agenzia romena per la garanzia di qualità dell'istruzione superiore). In estate, inoltre, Andruh lasciò la presidenza, accusando il ministro Năstase di voler modificare profondamente la struttura del CNATDCU, danneggiandone la continuità e la credibilità. Tramite un'ordinanza pubblicata il 12 giugno (3991/2017), infatti, erano stati aggiunti 140 membri alle commissioni settoriali e 8 membri al consiglio generale, con la sostituzione di tutti e tre i vicepresidenti (Vasile Brânzănescu, Dan Bob e Dan Floricău). Al suo posto Ionel Valentin Vlad, presidente dell'Accademia rumena e vicino al PSD, assunse il ruolo di presidente ad interim..

## Struttura
Al fianco del consiglio generale presieduto da un presidente, l'attività del CNATDCU è ripartita in 5 domini fondamentali, a loro volta suddivisi in 35 commissioni settoriali in base alla disciplina. I domini sono:
- Matematica e scienze naturali
- Ingegneria
- Scienze biologiche e biomedicali
- Scienze sociali
- Scienze umanistiche e arte

## Personalità accusate di plagio
- Ioan Mang (ministro dell'istruzione)
- Victor Ponta (primo ministro)
- Gabriel Oprea (ministro degli interni)
- Laura Codruța Kövesi (procuratore capo della Direzione nazionale anticorruzione della Romania)
- Petre Tobă (ministro degli interni)
- Lia Olguța Vasilescu (ministro del lavoro)
- Mihai Tudose (primo ministro)
- Mihai Stănișoară (ministro della difesa)
- Bogdan Licu (procuratore)
- Neculai Onțanu (sindaco del settore 2 di Bucarest)
- Florentin Pandele (sindaco di Voluntari)